# Shing02
Shing02, pseudonimo di Shingo Annen (安念 真吾?, Annen Shingo; Tokyo, 18 ottobre 1975), è un rapper, produttore discografico e attivista giapponese, descritto da Patrick Neate come uno dei rapper giapponesi che "hanno affrontato questioni importanti, dall'etnia giapponese, allo sfruttamento sessuale, al sistema educativo"..
In parte a causa del fatto di aver vissuto negli Stati Uniti d'America, Shing02 è uno dei pochi rapper multilingue del Giappone in grado di comporre canzoni interamente in giapponese o inglese. Il suo stile in rima fa uso di testi che sono in gran parte di natura concettuale e il suo suono hip-hop è noto per fondere varie influenze, che vanno dal reggae, alla musica tradizionale giapponese al jazz. Lo stile musicale lo ha reso una presenza significativa all'interno della comunità rap underground e ha ottenuto riconoscimenti per aver rappato Battlecry, la sigla dell'anime chanbara influenzato dall'hip-hop Samurai Champloo, prodotto dal defunto jazz rap DJ Nujabes.

## Biografia
Shingo Annen è cresciuto in varie città della Tanzania e del Giappone, oltre che a Londra. All'età di quattordici anni, Shing02 si è trasferito a Menlo Park nella baia di San Francisco, in California, subito dopo il terremoto di Loma Prieta del 1989, dove è stato coinvolto in vari programmi di arti creative. Si è poi trasferito a Berkeley per intraprendere gli studi presso l'università della California.
Si è immerso nella scena hip-hop tra i diretti discendenti di membri di gruppi di movimento per i diritti civili come i Black Panthers e gli attivisti Asioamericani. Shing02 ha commentato la sua musica dicendo che "era naturale avere messaggi politici e sociali nella mia musica; sono stato fortunato ad esserne esposto".
Shing02 è noto per le sue frequenti collaborazioni con Nujabes nei primi anni 2000. Come collaboratori, i due hanno aperto la strada a uno stile di musica jazz rap che ha ispirato il fenomeno virale chillhop/Lo-fi hip hop negli anni 2010. Insieme, Shing02 e Nujabes hanno prodotto la serie di canzoni Luv(sic), la musica per l'anime di successo di Adult Swim: Samurai Champloo, e il famoso album di Nujabes del 2005, Modal Soul.
Nel 2010, Shing02 ha collaborato con la cantante jazz nippoamericana Emi Meyer per il suo secondo album, Passport. I due si sono incontrati inizialmente tramite Myspace e Meyer si è unita a Shing02 nel suo tour estivo in Giappone nel 2008, dopo di che hanno iniziato a lavorare su Passport .
Il remix di Shing02 della canzone Odakias di Ryuichi Sakamoto è stato caricato su SoundCloud nel luglio 2012.

## Discografia

### Album
- 1999 - Homo Caeruleus Cerinus
- 2001 - 400
- 2008 - Waikyoku
- 2012 - ASDR(con Chimp Beams)
- 2013 - 1200 Ways(con DJ $hin)
- 2016 - Zone of Zen (con Cradle Orchestra)
- 2020 - Triumphant (con Jack the Rip)

### Mixtape
- 2003 - Shing02 Limited Express Mix
- 2009 - For the Tyme Being
- 2010 - For the Tyme Being 2
- 2012 - For the Tyme Being 3
- 2013 - Live from Annen Annex
- 2013 - For the Tyme Being 4
- 2017 - For the Tyme Being 5

### EP
- 2003 - Evolution of the MC
- 2008 - iTunes Live from Tokyo
- 2013 - Jikaku (2013) (con Kaigen)
- 2013 - 1200 Ways EP (con DJ $hin)

### Singoli
- 1998 - A Day Like Any Other (con El-P,Murs e Yeshua Da Poed)
- 1998 - Pearl Harbor b/w Japonica
- 1998 - The Empire b/w Laid in Japan
- 2000 - Gigabyte b/w Streets of Tokyo
- 2001 - My Natio
- 2002 - Yukoku
- 2002 - 400
- 2004 - Y-Song
- 2005 - 2005
- 2006 - Anoi
- 2007 - Game (con Ghostface Killah e Napoleon)
- 2008 - Big City Lights
- 2009 - Wankyoku b/w Katsubou
- 2013 - The Revolution Will Not Be Televised 2012(con Hunger)